# Episodi di Uncle Grandpa (prima stagione)
La prima serie di Uncle Grandpa è stata trasmessa su Cartoon Network negli Stati Uniti d'America a partire da settembre 2013, in Italia da aprile 2014.
| N° | Titolo originale               | Titolo italiano                          | Prima TV USA      | Prima TV Italia   |
| -- | ------------------------------ | ---------------------------------------- | ----------------- | ----------------- |
| 1  | Belly Bros                     | Fratelli di pancia                       | 2 settembre 2013  | 7 aprile 2014     |
| 2  | Tiger Trails                   | Tracce di tigre                          | 2 settembre 2013  | 7 aprile 2014     |
| 3  | Space Emperor                  | L'imperatore dello spazio                | 9 settembre 2013  | 7 aprile 2014     |
| 4  | Funny Face                     | Faccine buffe                            | 9 settembre 2013  | 7 aprile 2014     |
| 5  | Moustache Cream                | Crema per baffi                          | 16 settembre 2013 | 14 aprile 2014    |
| 6  | Nickname                       | Sfida epica in giardino                  | 16 settembre 2013 | 14 aprile 2014    |
| 7  | Driver's Test                  | Esame di guida                           | 23 settembre 2013 | 14 aprile 2014    |
| 8  | Uncle Grandpa Sitter           | Uncle sitter                             | 30 settembre 2013 | 21 aprile 2014    |
| 9  | Uncle Grandpa Ate My Homework! | Uncle Grandpa mi ha mangiato il compito! | 7 ottobre 2013    | 21 aprile 2014    |
| 10 | Uncle Grandpa for a Day        | Uncle Grandpa per un giorno              | 14 ottobre 2013   | 21 aprile 2014    |
| 11 | Afraid of the Dark             | Paura del buio                           | 21 ottobre 2013   | 14 aprile 2014    |
| 12 | Treasure Map                   | Capitan Sfiatatoio                       | 5 novembre 2013   | 3 settembre 2014  |
| 13 | Locked Out                     | Appuntamento al buio                     | 12 novembre 2013  | 21 aprile 2014    |
| 14 | Jorts                          | Il cactus alieno                         | 19 novembre 2013  | 28 aprile 2014    |
| 15 | Brain Game                     | Il neurogioco                            | 26 novembre 2013  | 3 settembre 2014  |
| 16 | Mystery Noise                  | La nottata nel lettone                   | 3 dicembre 2013   | 10 settembre 2014 |
| 17 | Charlie Burgers                | La palla per la pelle                    | 14 gennaio 2014   | 3 settembre 2014  |
| 18 | Uncle Grandpa Shorts           | Notizie e disastri                       | 21 gennaio 2014   | 3 settembre 2014  |
| 19 | Perfect Kid                    | Il robot della perfezione                | 28 gennaio 2014   | 3 settembre 2014  |
| 20 | Big in Japan                   | Gigante in Giappone                      | 4 febbraio 2014   | 3 settembre 2014  |
| 21 | Leg Wrestle                    | Tra i due litiganti...                   | 11 febbraio 2014  | 10 settembre 2014 |
| 22 | Future Pizza                   | Pizza dal futuro                         | 18 febbraio 2014  | 10 settembre 2014 |
| 23 | More Uncle Grandpa Shorts      | Altre storie di Uncle Grandpa            | 25 febbraio 2014  | 10 settembre 2014 |
| 24 | Viewer Special                 | Spettatore per caso                      | 4 marzo 2014      | 10 settembre 2014 |
| 25 | Bad Morning                    | Brutto risveglio                         | 11 marzo 2014     | 17 settembre 2014 |
| 26 | Prank Wars                     | Chi la fa l'aspetti                      | 1º aprile 2014    | 10 settembre 2014 |
| 27 | 1992 Called                    | Pantaloni stravaganti                    | 21 agosto 2014    | 9 giugno 2015     |
| 28 | Bezt Frends                    | L'Uomo Luna                              | 21 agosto 2014    | 8 giugno 2015     |
| 29 | Food Truck                     | Gli hamburger dog                        | 28 agosto 2014    | 15 settembre 2015 |
| 30 | Hide and Seek                  | Nascondino                               | 4 settembre 2014  | 9 giugno 2015     |
| 31 | History of Wrestling           | La storia del wrestling                  | 11 settembre 2014 | 11 giugno 2015    |
| 32 | Sick Bag                       | Il marsupio malato                       | 18 settembre 2014 | 10 giugno 2015    |
| 33 | Vacation                       | La vacanza                               | 25 settembre 2014 | 11 giugno 2015    |
| 34 | Aunt Grandma                   | Aunt Grandma                             | 2 ottobre 2014    | 16 settembre 2015 |
| 35 | Grounded                       | Festa esclusiva                          | 2 ottobre 2014    | 15 giugno 2015    |
| 36 | Haunted RV                     | Dolcetto o scherzetto?                   | 28 ottobre 2014   | 18 settembre 2015 |
| 37 | Internet Troll                 | Camminare sugli hot dog                  | 1º dicembre 2014  | 15 settembre 2015 |
| 38 | Not Funny                      | Non è divertente                         | 1º dicembre 2014  | 10 giugno 2015    |
| 39 | Prison Break                   | L'unione fa la forza                     | 2 dicembre 2014   | 12 giugno 2015    |
| 40 | Escalator                      | La scala mobile                          | 3 dicembre 2014   | 17 settembre 2015 |
| 41 | Christmas Special              | Speciale di Natale                       | 4 dicembre 2014   | 22 settembre 2015 |
| 42 | Christmas Special              | Speciale di Natale                       | 4 dicembre 2014   | 22 settembre 2015 |
| 43 | Dog Day                        | Giornata da cani                         | 5 dicembre 2014   | 18 settembre 2015 |
| 44 | Tiger and Mouse                | Nemici amici                             | 5 dicembre 2014   | 16 giugno 2015    |
| 45 | Pizza Steve's Diary            | Il diario segreto di Pizza Steve         | 8 gennaio 2015    | 21 settembre 2015 |
| 46 | Ballin'                        | Partitella a basket                      | 15 gennaio 2015   | 8 giugno 2015     |
| 47 | Big Trouble for Tiny Miracle   | Giornata faticosa                        | 22 gennaio 2015   | 15 settembre 2015 |
| 48 | New Kid                        | Fare amicizia                            | 29 gennaio 2015   | 12 giugno 2015    |
| 49 | Uncle Zombie                   | Uncle Zombie                             | 5 febbraio 2015   | 17 settembre 2015 |
| 50 | Uncle Caveman                  | Uncle Cavernicolo                        | 12 febbraio 2015  | 6 ottobre 2015    |
| 51 | Misfortune Cookie              | Il biscotto della sfortuna               | 19 febbraio 2015  | 16 settembre 2015 |
| 52 | Wasteland                      | Avventura spazzatura                     | 26 febbraio 2015  | 29 settembre 2015 |